# Darijo Biščan
Darijo Biščan, slovenski nogometaš, * 26. avgust 1985.
Biščan je slovenski profesionalni nogometaš, ki igra na položaju napadalca. Od leta 2023 je član avstrijskega SU Semriacha. Pred tem je igral za slovenske klube Livar, Celje, Koper in Bela Krajina, albanski Bylis Ballsh ter avstrijske ASV Klagenfurt, FC Großklein, FC Lannach in SAK Celovec. V prvi slovenski ligi je odigral 121 tekem in dosegel 31 golov.